# Быкова, Татьяна Александровна
Татьяна Александровна Быкова (23 июля [4 августа] 1893, Москва, Российская империя — 15 июля 1975, Ленинград, СССР) — советский библиограф

, библиотечный работник и книговед; педагог.

## Биография
Родилась 23 июля (4 августа) 1893 года в Москве в дворянской семье. Отец — инженер-технолог, служил в Министерстве торговли и промышленности. Мать, урожд. Проскурякова — литератор. Семья по командировкам отца переезжала из одного города в другой (Смоленск, Харьков, Рига, Петербург) и первоначальное образование дочь получила в семье. В 1905—1907 годах училась в Ломоносовской гимназии в Риге. Аттестат о среднем образовании с правом на золотую медаль получила в 1911 году в гимназии М. Н. Стоюниной, где её учителями были В. А. Герд, С. А. Князьков, О. А. Добиаш-Рождественская. Высшее образование получила в Петербурге на историко-филологическом отделении Бестужевских курсов, которые уже были преобразованы в III Петроградский университет. Работала там же заведующей канцелярией историко-филологического факультета (1918—1919) и читала лекции по истории средних веков (1918).
С декабря 1919 года работала библиотекарем в студенческой библиотеке им. И. В. Мушкетова Горного института; заведовала этой библиотекой до октября 1926 года. Затем была переведена в главную библиотеку института. Одновременно, в 1918—1927 годах она преподавала историю и географию в средних школах, в том числе в бывшей гимназии М. Н. Стоюниной.
В 1927 году окончила Высшие курсы библиотекарей Публичной библиотеки, защитив две работы: «История фундаментальной библиотеки Горного Института» и «Библиотечное образование в Англии, Германии и Франции». С мая 1930 по февраль 1931 года была главным библиотекарем в отделе обработки Фундаментальной библиотеки ВАСХНИЛ.
В сентябре 1930 года начала работать в Государственной публичной библиотеке (с 1938 года — главный библиотекарь; в 1941—1945 годах была в эвакуации с фондами библиотеки; с 1946 года работала в отделе редких книг и в 1948 году стала заведующей этого отдела) и отдала ей всю свою долгую и плодотворную жизнь.
Как выпускница Бестужевских курсов, занималась организацией юбилейных торжеств курсов, писала статьи об их историческом отделении и его выпускницах.
После увольнения на пенсию 1 марта 1973 года продолжала работать в Публичной библиотеке на общественных началах.
Награждена медалью «За доблестный труд в Великой Отечественной войне 1941—1945 гг», нагрудным значком Министерства культуры СССР «За отличную работу», почётными грамотами Министерства культуры РСФСР и СССР. Её имя занесено в книгу почёта Государственной публичной библиотеки.

## Научные работы
Основные научные работы посвящены библиографоведению. Автор ряда научных работ по истории книги. Составитель каталогов-репертуаров русской книги конца XVII—XVIII века.

### Библиографические указатели
- Описание изданий гражданской печати, 1708 — январь 1725 г. / Сост. Т. А. Быкова и М. М. Гуревич. — М.; Л. : Изд-во АН СССР, 1955. — 527 с., [8] л. ил.
- Описание изданий, напечатанных кириллицей, 1689 — январь 1725 г. / Сост. Т. А. Быкова и М. М. Гуревич. — М.; Л. ; Изд-во АН СССР, 1958. — 402 с., [7] л. ил.
- Каталог русской книги кирилловской печати петербургских типографий XVIII века (1715—1800) / Гос. публ. б-ка им. М. Е. Салтыкова-Щедрина; [сост. Т. А. Быкова]. — Л., 1971. — 178 с.
- Описание изданий, напечатанных при Петре I : Сводный каталог / Сост. Т. А. Быкова, М. М. Гуревич, Р. И. Козинцева. — —Л., 1972. — 272 с.

### Статьи
- Место «Букваря» Ивана Фёдорова среди других начальных учебников // Известия АН СССР. Отд-ние лит. и яз. — 1955. — Т. 14, вып. 5. — С. 467—473.
- К истории русского тонического стихосложения : (Неизвестное произведение И. Г. Спарвенфельда) // XVIII век : Сборник / Акад. наук СССР. Ин‑т рус. лит. (Пушкин. дом). — М. ; Л. : Изд‑во Акад. наук СССР, Ленингр. отд‑ние, 1958. — Вып. 3. — С. 449—453.
- Новые труды по библиографии русской книги гражданской печати XVIII века // Там же. — С. 548—549.
- Заметки о редких русских изданиях в собраниях ГПБ // XVIII век. — 1959. — Вып. 4. — С. 395—403.
- О некоторых чертах оформления книг времени Петра I // Книга : исследования и материалы. — 1959. — Сб. 1. — С. 224—252.
- К истории текста «Од торжественных» А. П. Сумарокова // XVIII век. — 1962. — Вып. 5. — С. 383—391.
- Переводы произведений Карамзина на иностранные языки и отклики на них в иностранной литературе // XVIII век. — Л. : Наука, 1969. — Вып. 8. — С. 324—342.